# SIF-huset

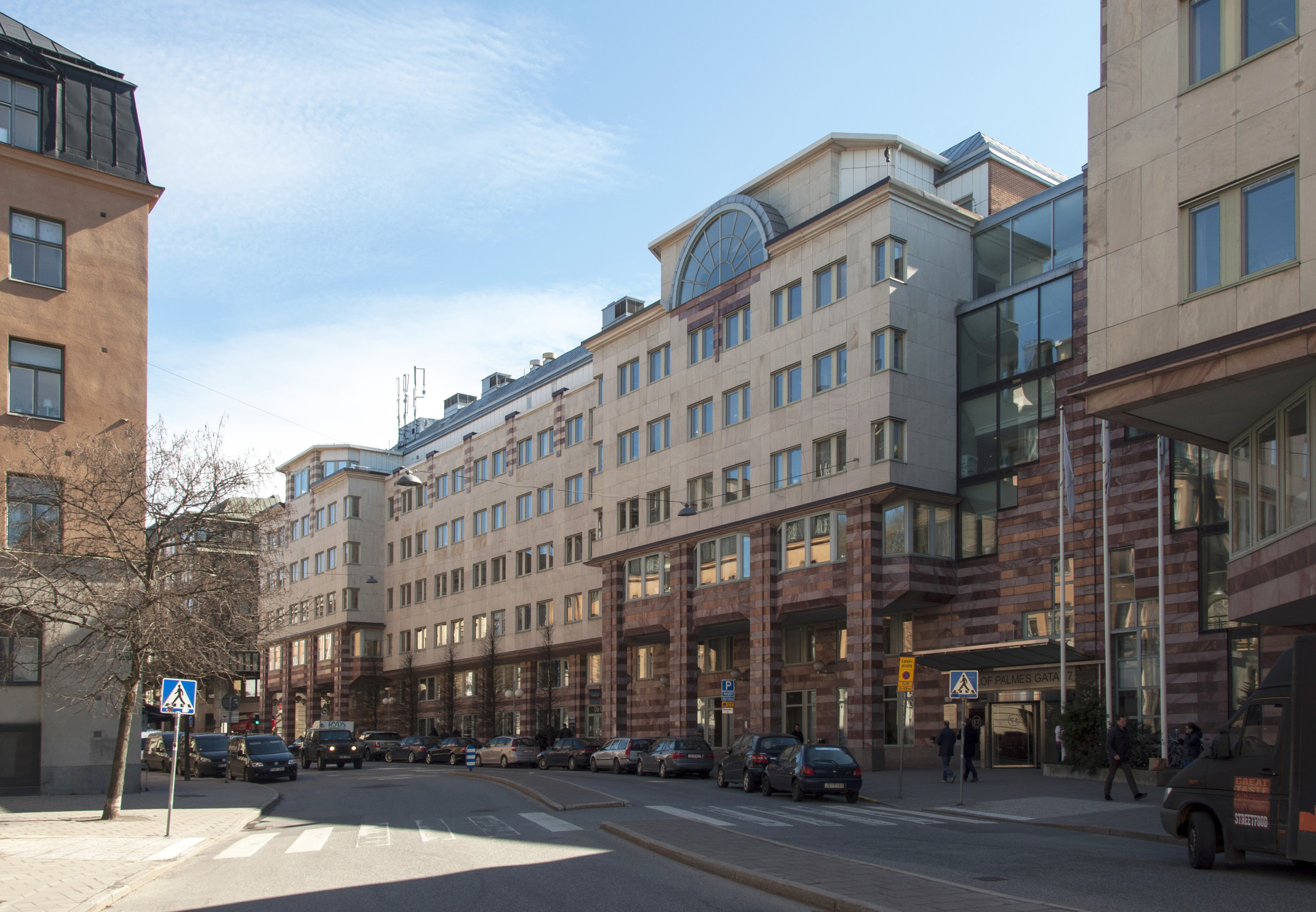
SIF-huset 2014

SIF-huset är ett kontorshus på Olof Palmes gata, på Norrmalm i centrala Stockholm. Huset är uppkallat efter Svenska Industritjänstemannaförbundet (SIF) som har sitt huvudkontor i byggnaden. Huset ritades av arkitekterna Carl Erik Fogelvik och 
Hans Birkholz och invigdes 1985.

## Arkitekterna

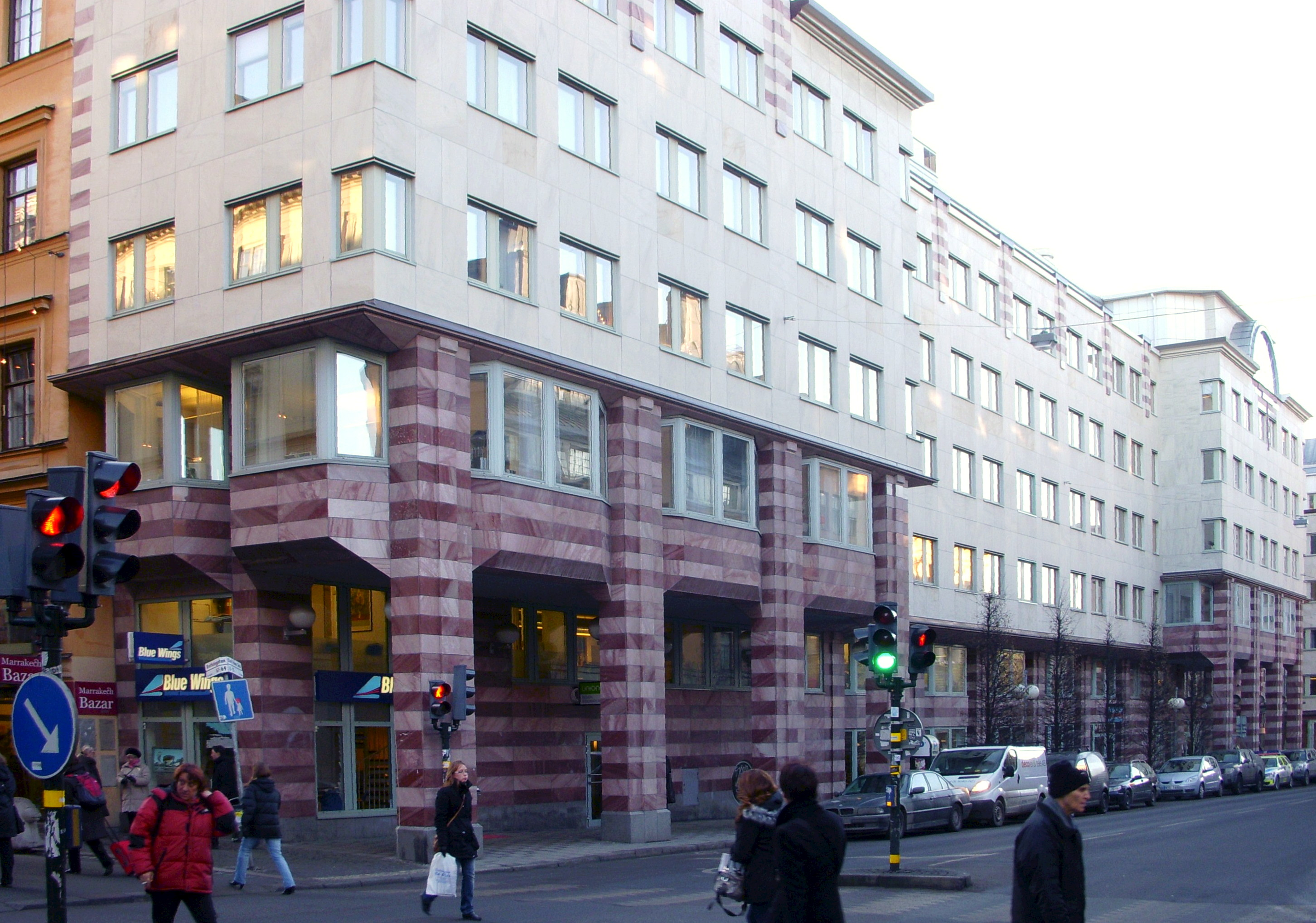
SIF-huset januari 2009

Carl Erik Fogelvik var före sin pensionering verksam vid arkitektbyrån FFNS och genomförde en lång rad projekt utomlands, bland annat i Peru, Etiopien, Iran och Bangladesh i samband med biståndsprojekt finansierade av Sida. Han är inspirerad av dansk och medeltida europeiska arkitektur. Bland hans verk i Sverige finns Östersunds sjukhus och Ella gårds kedjehusområde. I projekteringen av SIF-huset samarbetade han med en yngre arkitekt, Hans Birkholz som då var nyexaminerad. Birkholz har senare genomfört en rad ombyggnader i Stockholms city, bland annat i Hötorgscity.

## Byggnaden
Byggnadens tre första våningar har en stenfasad i Älvdalskvartsit. Genom att blanda sten som är polerad med krysshamrad sten får fasaden ett kraftfullt mönster i två olika rosa nyanser. Överdelen av fasaden är i ljus puts och fasaden och takvåningen har uttrycksfulla och tidstypiska avancerade fönsterkonstruktioner.

## Kulturhistorisk klassning
Byggnaden var ett av nya husen på Norrmalm som inventerades av Stockholms stadsmuseum 2007 och ett av de 14 nya husen som blåmärktes, vilket innebär att husets kulturhistoriska värde motsvarar fordringarna för byggnadsminnen i kulturminneslagen.